# كولة بيان (مقاطعة دهغلان)
كولة بيان (بالفارسية: کوله بیان) هي قرية تقع في قسم قوري تشاي الريفي (مقاطعة دهغلان) في إيران. يقدر عدد سكانها بـ 36 نسمة .